# Parigi-Roubaix 1979
La Parigi-Roubaix 1979, settantasettesima edizione della corsa, fu disputata l'8 aprile 1979, per un percorso totale di 264 km. Fu vinta dall'italiano Francesco Moser, giunto al traguardo con il tempo di 6h17'28" alla media di 41,964 km/h davanti a Roger De Vlaeminck e Hennie Kuiper.
Presero il via da Compiègne 173 ciclisti, 51 di essi tagliarono il traguardo a Roubaix.

## Ordine d'arrivo (Top 10)
| Pos. | Corridore             | Squadra                    | Tempo   |
| ---- | --------------------- | -------------------------- | ------- |
| 1    | Francesco Moser       | Sanson-Campagnolo          | 6h17'28 |
| 2    | Roger De Vlaeminck    | Gis Gelati                 | a 40"   |
| 3    | Hennie Kuiper         | Peugeot                    | s.t.    |
| 4    | Joop Zoetemelk        | Miko-Mercier               | s.t.    |
| 5    | Jan Raas              | TI-Raleigh                 | a 2'14" |
| 6    | Willy Teirlinck       | KAS-Campagnolo             | a 2'17" |
| 7    | Walter Planckaert     | Mini Flat                  | s.t.    |
| 8    | Marc Demeyer          | Flandria-Ça va seul-Sunair | s.t.    |
| 9    | Fons de Wolf          | Lano-Boule d'Or            | a 2'27" |
| 10   | Etienne van der Helst | KAS-Campagnolo             | s.t.    |